# Петлино
Пе́тлино (болг. Петлино) — село в Кирджалійській області Болгарії. Входить до складу общини Кирджалі.

## Населення
За даними перепису населення 2011 року у селі проживали 298 осіб.
Національний склад населення села:
| Національність   | Кількість осіб | Відсоток |
| ---------------- | -------------- | -------- |
| турки            | 251            | 86,3%    |
| цигани           | 29             | 10,0%    |
| болгари          | 11             | 3,8%     |
| інша             | 0              | 0%       |
| не визначились   | 0              | 0%       |
| Всього відповіли | 291            |          |

Розподіл населення за віком у 2011 році:
Динаміка населення: